# Saoirse Ronan
Saoirse Una Ronan (phát âm là /sɪərʃə ˈuːnæ roʊnən/), sinh ngày 12 tháng 4 năm 1994 tại thành phố New York, là nữ diễn viên điện ảnh người Ireland với quyền công dân ở cả Ireland. Tuy sinh ra ở New York, cô đã chuyển về sống tại thành phố Glasgow năm lên 3 cùng bố mẹ. Bố cô là nam diễn viên Paul Ronan. Cô khởi nghiệp từ khi còn nhỏ và đạt được danh tiếng trên toàn thế giới lúc cô 12 tuổi sau vai diễn trong phim Atonement (2007) cùng với diễn viên điển trai tài năng James McAvoy và diễn viên quyến rũ Keira Knightley, khiến cô trở thành một trong những nữ diễn viên trẻ nhất từng được đề cử cho giải Oscar, Quả Cầu Vàng, BAFTA ở hạng mục Nữ diễn viên phụ xuất sắc nhất.
Kể từ đó cô đã tham gia diễn xuất trong các phim I Could Never Be Your Woman (2007), bộ phim chuyển thể từ tiểu thuyết thiếu niên The City of Ember (2008), phim lãng mạn siêu nhiên Death Defying Acts(2008). Phim chiến tranh The Way Back (2010) và phim hành động Hanna (2011). Cô được trao giải Critics' Choice Award và Saturn Award cùng đề cử BAFTA thứ 2 cho vai diễn trong The Lovely Bones(2009). Cô từng tham gia vào bộ phim khoa học viễn tưởng The Host, dựa theo tiểu thuyết cùng tên của Stephenie Meyer. Saoirse cũng được đề cử Giải Oscar cho nữ diễn viên chính xuất sắc nhất cho các phim Brooklyn (2015), Lady Bird (2017) và Little Women (2019). Cô cũng đã giành được một giải Quả Cầu Vàng ở hạng mục Nữ diễn viên phim ca nhạc hoặc phim hài xuất sắc nhất cho vai diễn trong phim Lady Bird (2017).
Vào tháng 1 năm 2016, Ronan đã xuất hiện trong danh sách "30 Under 30" của Forbes trong cả hai phiên bản châu Âu và Mỹ. Vào tháng 3 năm 2016, Ronan bắt đầu tham gia vào sân khấu kịch với tác phẩm "The Crucible", trong vai Abigail Williams. Vào tháng 6 năm 2016, Ronan xuất hiện trên bìa tạp chí Time như là một trong 10 người trẻ dẫn đầu để trở thành " những người dẫn đầu thế hệ sau ".

## Cuộc Đời & Sự Nghiệp

### 2003–2008
Saoirse Una Ronan sinh ngày 12 tháng 4 năm 1994 tại Bronx, một quận của Thành phố New York, [3] với cha mẹ là người Ireland Monica (nhũ danh Brennan) và Paul Ronan, cả hai đều đến từ Dublin. [4] Cha cô làm việc trong lĩnh vực xây dựng và quán bar trước khi đào tạo thành diễn viên ở New York, [5] [6] và mẹ cô làm bảo mẫu, nhưng cũng từng đóng phim khi còn nhỏ. [6] [7] Cha mẹ cô ban đầu là những người nhập cư không có giấy tờ tùy thân rời Ireland do suy thoái kinh tế những năm 1980 và gặp khó khăn về kinh tế trong thời gian ở New York. [4] Gia đình chuyển về Dublin khi Ronan được ba tuổi. [8] Cô lớn lên ở Ardattin, Quận Carlow, nơi cô theo học tại Trường Quốc gia Ardattin. [8] Cha mẹ cô sau đó đã cho cô dạy kèm riêng tại nhà. [6] Ở tuổi thiếu niên, cô lại sống ở Dublin với cha mẹ, họ định cư ở ngôi làng Howth bên bờ biển. [3] [8] Cô lớn lên theo Công giáo, nhưng nói rằng cô đã nghi ngờ đức tin của mình ngay từ khi còn nhỏ. [9]
Saoirse Ronan bắt đầu nghiệp diễn xuất tại vùng đất quê hương khi tham gia vào một Series phim truyền hình Ireland "The Clinic" (2003), vai Rhiannon Geraghty trong phần 4. Năm 2005, Ronan đóng một phim truyền hình khác là "Proof" vào vai Orla Boland, cũng phần 4. Cô cũng tham gia thử vai Luna Lovegood cho Harry Potter and the Order of the Phoenix nhưng cuối cùng vai diễn thuộc về Evanna Lynch.
Ở tuổi 12, cô được mời thử vai cho bộ phim chuyển thể tiểu thuyết Atonement của Ian McEwan do Joe Wright đạo diễn. Cô tham gia và giành được vai Briony Tallis, một cô bé 13 tuổi sống trong một căn biệt thự sang trọng miền nam nước Anh năm 1935. Vì một sai lầm do lòng ghen tỵ, nông nổi và vội vàng, Briony đã gây nên bi kịch cho cuộc đời của hai người cô yêu quý, là người chị Cecilia và chàng trai làm vườn Robbie. Briony đã gán cho Robbie một tội danh mà anh không hề phạm phải, sau đó Robbie bị đày đi lính trong chiến tranh thế giới thứ 2 và không bao giờ trở về. Cecilia, người yêu của Robbie, không bao giờ tha thứ cho Briony, cũng mất trong một chuyến tàu. Đó cũng là bi kịch của chính Briony, luôn sống trong ăn năn, dằn vặt và tìm cách chuộc tội trong suốt quãng đời còn lại. Dù diễn cùng James McAvoy và Keira Knightley, cô vẫn khiến Wright ngày càng ấn tượng và nói vai diễn của cô "thật tuyệt vời." Với kinh phí 30 triệu đô, bộ phim trở nên thành công cả mặt thương mại lẫn nghệ thuật khi thu về 130 triệu đô cùng vô số giải thưởng danh giá, trong đó có giải Quả Cầu Vàng cho Phim tâm lý hay nhất, và đề cử Oscar 2008 cho Phim hay nhất. Bản thân Ronan nhận được những lời khen ngợi hết mực từ giới phê bình, khi mà Ty Burr từ tờ The Boston Globe gọi cô là "Tuyệt vời và lập dị." hay Peter Travers từ tờ Rolling Stone viết: "Với những người chưa xem, hãy hiểu rằng toàn bộ phim được phản ánh qua đôi mắt của Briony. Đôi mắt tuyệt diệu! Saoirse Ronan chính là tâm điểm của bộ phim. Lời khuyên cho giải Oscar: Đây chính là đỉnh cao của diễn xuất. Ronan dường như khiến ta nghẹt thở". Chính vì vậy, cô được đề cử cho giải BAFTA, Quả Cầu Vàng và Oscar cho Nữ diễn viên phụ xuất sắc nhất, khiến cô trở thành một trong những người trẻ nhất được đề cử cho giải thưởng danh giá này.
Bộ phim tiếp theo của Saoirse là "I could never be your woman" (2006) của đạo diễn Amy Heckerling. Đây Là một bộ phim hài lãng mạn với sự tham gia của hai siêu sao Michelle Pfeiffer và Paul Rudd. Ronan đóng vai Izzie, con gái của một người phụ nữ độc thân. Cô bé "cảm nắng" một bạn trai cùng lớp trong khi người mẹ "fall in love" với một chàng trai trẻ hơn mình cả chục tuổi. Được quay từ năm 2005 nhưng đến 2007 phim mới được phát hành thẳng dưới dạng DVD mà không công chiếu tại nội địa và các nước lớn khác sau khi vật lộn với một số điều khoản bị phá vỡ trong phần hậu kì dù có kinh phí 25 triệu đô.
Năm 2008, Ronan tham gia 2 phim là Death Defying Acts và City Of Ember. Trong phim tình cảm siêu nhiên của Gillian Armstrong tên Death Defying Acts, cô đóng vai Benji McGarvie, con gái một nhà ngoại cảm nghèo đói và thiếu giáo dục, người bắt đầu sa vào mối tình với nhà ngoại cảm Harry Houdini, lúc đó đang ở đỉnh cao sự nghiệp. Nhận được ý kiến trái chiều từ giới chuyên môn, bộ phim chỉ thu về 8.3 triệu đô trên toàn thế giới.Nhưng Ronan nhận được giải Irish Film & Television Award cho vai diễn của mình.
City of Ember của đạo diễn Gil Kenan là một phim khoa học giả tưởng dựa trên quyển tiểu thuyết cùng tên năm 2003 của Jeanie DuPrau. Bộ phim kể về một tương lai khi con người sống trong một thành phố sâu trong lòng đất, và thắp sáng bằng các bóng đèn điện. Saoirse vào vai Lina Mayfeet, sống với bà và đứa em nhỏ. Nguồn năng lượng ấy hao mòn qua nhiều thế kỷ và sắp đến lúc tàn lụi, những chỉ dẫn về lối thoát được cất giữ trong một chiếc hộp bí mật bị thất lạc. Lina tình cờ có được chiếc hộp ấy, và cùng một người bạn trai tìm cách giải thoát cho cả thành phố trong sự truy bắt của tên thị trưởng. Bộ phim nhận được ý kiến chuyên môn lẫn lộn, kẻ khen người chê, chỉ thu về 17 triệu đô, thấp hơn nhiều ngân sách 55 triệu đô. Nhưng là bộ phim đầu tiên Saoirse Ronan được đóng vai chính và thể hiện rất tốt.

### 2009-Hiện tại
Năm 2009, cô đóng vai chính trong The Lovely bones, một bộ phim của Peter Jackson, chuyển thể từ cuốn tiểu thuyết cùng tên của Alice Sebold cùng Rachel Weisz,Mark Wahlberg, Susan Sarandon và Stanley Tucci. Bộ phim kể về cô bé Susie Salmon (Saoirse Ronan), 14 tuổi, bị cưỡng hiếp và chặt thành nhiều mảnh nhỏ bởi một tên hàng xóm giết người hàng loạt. Linh hồn em lên đến thiên đường, và dõi theo cuộc sống của gia đình mình hàng ngày. Em nhìn thấy nỗi đau của mỗi người thân và âm mưu của tên giết người đang tiếp tục kế hoạch của hắn. Em quyết định tìm cách trở về. Pha lẫn nhiều sắc thái, kinh dị, trinh thám, và tình cảm, "The lovely bones" vẫn được đánh giá là tác phẩm hay dành cho tuổi Teen, để lại nhiều bài học sâu sắc về tình cảm gia đình. Chỉ khi chết đi rồi, người ta mới nhận thấy những giây phút được tồn tại đáng quý biết bao nhiêu. Dù là thiên đường, cũng không làm Susie hạnh phúc bằng việc được sống với cha, mẹ và người chị thân yêu. Ban đầu gia đình cô khá lưỡng lự việc để cô đóng phim này, nhưng đã đồng ý sau buổi trò chuyện với Jackson, người gọi cô là "tuyệt vời trên màn ảnh". Tuy bộ phim nhận được phản ứng trái chiều từ giới phê bình, bản thân Ronan lại được tán tụng hết lời, khi vai diễn của cô được Richard Corliss từ tờ Time gọi là "phép màu", hay Kirk Honeycutt, Hollywood Reporter viết:" Saoirse Ronan, từng rất ấn tượng trong Atonement thủ vai Susie, và cô bé thật tuyệt vời. Cô là chất keo gắn kết toàn bộ tác phẩm. Đôi mắt xanh ám ảnh và nỗi đau chân thực của cô phản chiếu cả thiên đường lẫn trái đất."
Trong phim The Way Back (2010) của Peter Weir, cô thủ vai Irena, một cô bé mồ côi người Ba Lan, tham gia vào một nhóm tù nhân bỏ trốn từ nhà tù Seberia năm 1940 và dự định thực hiện cuộc hành trình dài 4000 dặm đến Ấn Độ. Được quay tại Bungary, Ấn Độ, Maroc cùng Jim Sturgess, Colin Farrell và Ed Harris, bộ phim nhận được phản hồi tích cực từ giới phê bình, khi mà tờ The Telegraph nhận xét là "một chuyến hành trình gian khổ đầy anh hùng, không thể lường trước được-và cũng là chuyến hành trình bạn muốn xem lần nữa." Vai diễn của Ronan đem về cho cô giải Irish Film & Television Award thứ 4.
Năm 2011, cô tham gia phim phiêu lưu hành động Hanna, đánh dấu sự cộng tác lần thứ 2 với đạo diễn Joe Wright sau Atonement. Phim còn có sự góp mặt của Cate Blanchett và Eric Bana và nhận được phản hồi tích cực. Ronan nhận được đề cử Critics' Choice Award tiếp theo và giải Irish Film & Television Award thứ 5 trong sự nghiệp.
Ronan từng đàm phán đề góp mặt trong The Hobbit của Peter Jackson nhưng cuối cùng lại bỏ dự án, điều khiến cô rất thất vọng, nhưng "có nhiều dự án khác mà tôi cần xem xét, trong khi làm phim này tốn mất 1 năm và tôi sẽ không có thời gian làm gì khác.".
Năm 2013, cô tham gia The Host do Andrew Niccol đạo diễn, dựa trên tiểu thuyết cùng tên của Stephenie Meyer. Trong phim cô đóng cùng lúc 2 nhân vật chính là Wanderer và Melanie Stryder. Bộ phim ra mắt màn ảnh vào tháng 3/2012.
Cô cũng tham gia phim Byzantium của Neil Jordan, dựa trên vở kịch cùng tên, và dự án đạo diễn đầu tay của Geoffrey S. Fletcher, Violet & Daisy, trong phim cô đóng một sát thủ tuổi teen.
Cô sẽ vào vai Daisy trong bộ phim chuyển thể từ tiểu thuyết How I Live Now của Meg Rosoff. Cô cũng sẽ xuất hiện trong The Grand Budapest Hotel của Wes Anderson cùng với Bill Murray, Ralph Fiennes, Adrien Brody, Jude Law và Owen Wilson.

## Phim đã tham gia
Phim điện ảnh
| Năm  | Phim                                     | Vai diễn                           | Ghi chú                                                 |
| ---- | ---------------------------------------- | ---------------------------------- | ------------------------------------------------------- |
| 2007 | I Could Never Be Your Woman              | Izzie Mensforth                    |                                                         |
| 2007 | The Christmas Miracle of Jonathan Toomey | Celia Hardwick                     |                                                         |
| 2007 | Atonement                                | Briony Tallis (13 tuổi)            | Đề cử - Giải Oscar cho nữ diễn viên phụ xuất sắc nhất   |
| 2007 | Death Defying Acts                       | Benji McGarvie                     |                                                         |
| 2008 | City of Ember                            | Linda Mayfleet                     |                                                         |
| 2009 | The Lovely Bones                         | Susie Salmon                       | Đề cử - Giải BAFTA cho nữ diễn viên chính xuất sắc nhất |
| 2010 | Arrietty                                 | Arrietty                           | Lồng tiếng; bản tiếng Anh                               |
| 2010 | The Way Back                             | Irena Zielińska                    |                                                         |
| 2011 | Hanna                                    | Hanna                              |                                                         |
| 2011 | Violet & Daisy                           | Daisy                              |                                                         |
| 2012 | Byzantinum                               | Eleanor Webb                       |                                                         |
| 2013 | The Host                                 | Melanie Stryder / Wanderer "Wanda" |                                                         |
| 2013 | How I Live Now                           | Daisy                              |                                                         |
| 2013 | Justin and the Knights of Valour         | Talia                              | Lồng tiếng                                              |
| 2014 | The Grand Budapest Hotel                 | Agatha                             |                                                         |
| 2014 | Muppets Most Wanted                      | Vũ công ballet                     | Cameo                                                   |
| 2014 | Lost River                               | Rat                                |                                                         |
| 2015 | Stockholm, Pennsylvania                  | Leia Dargon                        |                                                         |
| 2015 | Weepah Way for Now                       | Emily/Narrator                     |                                                         |
| 2015 | Brooklyn                                 | Éilis Lacey                        | Đề cử - Giải Oscar cho nữ diễn viên chính xuất sắc nhất |
| 2017 | Lady Bird                                | Christine "Lady Bird" McPherson    | Đề cử - Giải Oscar cho nữ diễn viên chính xuất sắc nhất |
| 2017 | On Chesil Beach                          | Florence Ponting                   |                                                         |
| 2017 | Loving Vincent                           | Marguerite Gachet                  | Lồng tiếng                                              |
| 2018 | The Seagull                              | Nina Zarechnaya                    |                                                         |
| 2018 | Mary Queen of Scotts                     | Mary I của Scotland                |                                                         |
| 2019 | Little Women                             | Josephine "Jo" March               | Đề cử - Giải Oscar cho nữ diễn viên chính xuất sắc nhất |
| 2020 | Ammonite                                 | Charlotte Murchinson               | Đang sản xuất                                           |
| 2020 | The French Dispatch                      | TBA                                | Đang sản xuất                                           |

Phim truyền hình
| Năm         | Phim                | Vai diễn          | Ghi chú           |
| ----------- | ------------------- | ----------------- | ----------------- |
| 2003 - 2004 | The Cinic           | Rhiannon Geraghty | 4 tập             |
| 2005        | Proof               | Orla Boland       | 4 tập             |
| 2014        | Robot Chicken       | Nhiều vai         | Lồng tiếng; 2 tập |
| 2017        | Saturday Night Live | Chính mình        | Host              |

## Giải thưởng và đề cử
- Danh sách các giải thưởng và đề cử của Saoirse Ronan